# Geghanist (Ararat)
Geghanist – wieś w Armenii, w prowincji Ararat. W 2011 roku liczyła 2739 mieszkańców.